# 차량국
차량국(영어: Department of Motor Vehicles, DMV)은 차량의 등록과 운전면허를 담당하는 행정부서이다. 

## 국가별

### 대한민국
- 차량의 등록 업무는 지방자치단체가 담당하고, 명칭은 차량등록사업소이다.
- 운전면허는 경찰청이 담당하고, 시험은 도로교통공단이 담당한다.

### 미국
연방 정부가 아니라 주 정부가 이 업무를 담당하는데, 하와이주만은 예외적으로 시(city) 또는 군(county)으로 완전히 위임하였다. 미국에서 이 부서의 명칭은 주에 따라 이름이 다르지만, 대체로 "DMV"라는 약칭이 통용된다.